# London & Paris
London & Paris war eine Unterhaltungszeitschrift, die von 1798 bis 1810 in 24 Bänden erschien. Herausgeber war zunächst Friedrich Justin Bertuch, der sie später seinem Sohn Carl Bertuch übergab. Sie bestand aus Reise-, politischen und Kuriositätenberichten aus Großbritannien und Frankreich, die meist deren beide Hauptstädte zum Ausgangspunkt hatten. Sie war in ihrer Zeit durch die zahlreichen Nachdrucke englischer und französischer Karikaturen geschätzt. Zudem wurden der Zeitschrift von Zeit zu Zeit Texte und Noten aktueller meist scherzhafter Lieder (Couplets) beigegeben. Über die Jahre wurde sie in verschiedenen Druckereien verlegt, wie der „Societäts-Buch-Handlung“ in Halle und der „Hof-Buch-und-Kunst-Handlung“ in Rudolstadt.
Die oft brillant und witzig geschriebenen Kommentare sowie die gründlich recherchierten Berichte ordnen London und Paris in die Geschichte des Feuilletons und der Reportage ein und machen die Zeitschrift gleichzeitig zu einer aufschlussreichen kulturhistorischen Quelle.204 Die damals größten europäischen Städte waren im Fokus, weil sie laut Bertuch die „zwei Mittelpunkte...aller Welthändel“ seien. Deren Großstadt-Charakter steht im Mittelpunkt und u. a. die damit zusammenhängende Schnelllebigkeit: „Überhaupt ist die Zeiteintheilung in Paris von der höchsten Wichtigkeit und Nothwendigkeit, weil man fast in keiner Stadt so viel Zeit verliert als gerade hier“.
Die Beiträge der Zeitschrift wurden nur mit Initialen der Autoren gekennzeichnet. Weimarer Redakteur war Carl August Böttiger, die „Auslandskorrespondenten“ Johann Christian Hüttner (London) und Friedrich Theophil Winckler (Paris). In Paris kamen später noch Helmina von Chézy und Georg Bernhard Depping dazu. Die verkleinerten Kopien der Karikaturen in London und Paris sind meistens nicht signiert. Außer dem Engländer James Gillray werden die Autoren der oft ursprünglich englischen und französischen Originalblätter üblicherweise nicht genannt. Zu den Karikaturen gab es ausführliche Kommentare (meist von C. A. Böttiger), wie dies Jahre zuvor Georg Christoph Lichtenberg für die Kupferstiche von William Hogarth eingeführt hatte.
Die Zeitschrift war mit dem parallel vom gleichen Verleger herausgegebenen Journal des Luxus und der Moden die wirtschaftlich erfolgreichste Zeitschrift in Bertuchs Verlag. Sie erreichte um 1805 eine Auflage von 1300 Exemplaren (ab 750 Exemplaren warf sie Gewinn ab). Ein Jahrgang (2 Bände à 4 Hefte zu je einhundert Seiten) kostete 6 Reichsthaler und 8 Groschen. Sie wurde alle sechs Wochen ausgeliefert. 1811 erschien die Zeitschrift unter dem Titel Paris, Wien und London, ab 1812 unter dem Titel Paris und Wien und ab 1814 unter dem Titel London, Paris und Wien. 1815 wurde sie endgültig eingestellt.
Sämtliche Hefte sind als Digitalisat auf der Webseite der Universitätsbibliothek Bielefeld abrufbar.